# مرکز پزشکی بهداشت و درمان آنمد
مرکز پزشکی بهداشت و درمان آنمد (به انگلیسی: AnMed Health Medical Center) بیمارستانی در ایالات متحده آمریکا است که در ۱۹۰۸ میلادی ساخته شد و دارای ۴۶۱ تخت است.